# 六都镇
六都镇，是中华人民共和国广东省云浮市云安区下辖的一个乡镇级行政单位，是縣政府所在地。六都鎮臨近西江，有船前往對岸的肇慶市德慶縣。
六都鎮過去有窄軌鐵路連接雲浮市區，作用是將當地出產的硫铁矿运到西江邊。

## 行政区划
六都镇下辖以下地区：
六都社区、六都村、大河村、上六村、下四村、黄湾村、富强村、南乡村、谷塘村、佛水村、光明村、庆丰村、大庆村和冬城村。